# Font del Clascar
La Font del Clascar és una font del poble de Bertí, en el terme municipal de Sant Quirze Safaja, a la comarca del Moianès.
Està situada a 782,9 metres d'altitud, a prop al nord-oest de la masia del Clascar, a migdia de Sant Pere de Bertí. És a l'extrem sud-est dels Camps del Clascar i a l'esquerra del torrent de Bertí.